# Gruppenübertragungspotenzial
Das Gruppenübertragungspotential beschreibt in der Biochemie die Fähigkeit, chemische Energie in Bindungen zu speichern, oft ausgedrückt  als die auf den physiologischen pH 7 bezogene freie Standardenthalpieänderung ΔG0′. Die freie Standardenthalpieänderung ΔG0 wird dagegen bei pH 0 angegeben.

## Bedeutung
Der Begriff Gruppenübertragungspotential wird zumeist verwendet, um die Richtung des Energieflusses zu beschreiben. Gemessen wird die Standardenthalpie der Hydrolyse mit Wasser als Referenzverbindung. So liefert die Spaltung von ATP zu ADP und anorganischem Phosphat (Pi) einen ΔG0′-Wert von −30,5 kJ/mol. Der Wert für Glycerin-3-phosphat ist niedriger:
{\displaystyle \mathrm {{\text{Glycerin-3-phosphat}}+H_{2}O\longrightarrow Glycerin+P_{i}\qquad \Delta G^{0^{\prime }}=-9{,}2\,kJ/mol} }
{\displaystyle \mathrm {ATP+H_{2}O\longrightarrow ADP+P_{i}\qquad \Delta G^{0^{\prime }}=-30{,}5\,kJ/mol} }
Allgemein bedeuten positive Werte von ΔG0′ ein fehlendes Gruppenübertragungspotential. Es müsste erst Energie aufgewendet werden, um die Gruppe zu übertragen (endergone Reaktion). Negative Werte von ΔG0′ bedeuten, dass die Reaktion bereitwillig (exergon) abläuft und bei der Gruppenübertragung Energie frei wird. Je negativer der Wert von ΔG0′ ist, desto energiereicher ist die Bindung, höher das Gruppenübertragungspotential und umso wahrscheinlicher wird die Übertragung stattfinden. Im obigen Beispiel folgt daraus, dass ATP eher hydrolysiert wird als es vergleichsweise bei Glycerin-3-Phosphat der Fall ist.
Wenn eine Phosphatgruppe übertragen wird, spricht man vom „Phosphorylierungspotential“. Es gibt aber auch energiereiche Thioesterverbindungen mit Coenzym A.
Lebewesen verbrauchen Energie in Form von ATP. Diese Energie muss in dem Ausmaß ersetzt werden, wie sie verbraucht wird. Für die Synthese von ATP aus ADP werden phosphorylierte Metabolite mit hohem Gruppenübertragungspotential benötigt. Andererseits kann ATP Metabolite wie Glucose phosphorylieren, da es über ein höheres Gruppenübertragungspotential verfügt als die entstehenden Glukosephosphate.

## Übersichtstabelle
| Reaktion                                            | ΔG0′ in [kJ·mol−1] |
| --------------------------------------------------- | ------------------ |
| Adenylylsulfat → Adenosinmonophosphat (AMP) + SO42− | −88,0              |
| PEP → Pyruvat + Pi                                  | −62,2              |
| 1,3-Bisphosphoglycerat → 3-Phosphoglycerat + Pi     | −49,6              |
| Acetylphosphat → Acetat + Pi                        | −44,0              |
| Succinyl-CoA → Succinat + CoA                       | −43,3              |
| Kreatinphosphat → Kreatin + Pi                      | −43,3              |
| ATP → ADP + Pi                                      | −35,7              |
| Aminoacyl-tRNA → Aminosäure + tRNA                  | −35,0              |
| ATP → ADP + Pi (Überschuss an Mg2+)                 | −30,5              |
| PPi → 2 Pi (in 5 mM Mg2+)                           | −33,6              |
| ATP → AMP + PPi (Überschuss an Mg2+)                | −32,3              |
| UDP-Glucose → UDP + Glucose                         | −31,9              |
| Acetyl-CoA → Acetat + CoA                           | −31,5              |
| SAM → L-Methionin + Adenosin                        | −25,6              |
| Glucose-1-phosphat → Glucose + Pi                   | −21,0              |
| PPi → 2 Pi                                          | −19,0              |
| Glucose-6-phosphat → Glucose + Pi                   | −14,0              |
| Glutamin → Glutaminsäure + NH4+                     | −14,0              |
| Glycerin-3-phosphat → Glycerin + Pi                 | −9,2               |
| AMP → Adenosin + Pi                                 | −9,2               |

Pi, anorganisches Phosphat; PPi, anorganisches Pyrophosphat.
Hieraus ergibt sich unter anderem:
- Glukosephosphate (G-1P und G-6P) sind thermodynamisch stabiler als ATP;
  - formal wären sie durch Umkehrung der Hydrolysereaktion leichter zu erzeugen als ATP;
- In Gegenwart eines geeigneten Enzyms (Glucokinase, Hexokinase) ließe sich der Phosphatrest bereitwillig von ATP auf Glukose (Glc) übertragen;
- zur ATP-Erzeugung eignen sich nur Metaboliten, deren Gruppenübertragungspotential über jenem von ATP liegt wie zum Beispiel
  - Arginin-phosphat (Arg-P); eine Reaktion die in Crustaceen zum ATP-Gewinn eingesetzt wird;
  - Kreatin-Phosphat, das als Energiereserve des Skelettmuskels schnell Energie (ATP) bereitstellen kann;
  - Succinyl-CoA, das (über Succinyl-Phosphat) im Citratzyklus zum GTP-Gewinn dient;
  - 1,3-Bisphosphoglycerat (1,3-BPG) und Phosphoenolpyruvat (PEP), energiereiche Metaboliten, die dem ATP-Gewinn in der Glykolyse dienen. Für PEP folgt die Gleichgewichtslage aus der folgenden Betrachtung:

{\displaystyle {\begin{array}{lcll}{\text{PEP}}&{\xrightarrow {-{\text{H}}_{2}{\text{O}}}}&{\text{Pyr}}+{\text{P}}_{i}&-60\,{\text{kJ}}/{\text{mol}}\\{\text{ADP}}+{\text{P}}_{i}&{\xrightarrow {{\text{H}}_{2}{\text{O}}}}&{\text{ATP}}&+35\,{\text{kJ}}/{\text{mol}}\\&&&\\{\text{PEP}}+{\text{ADP}}&\longrightarrow &{\text{Pyr}}+{\text{ATP}}&-25\,{\text{kJ}}/{\text{mol}}\end{array}}}
- Die Kopplung einer stark exergonen Reaktion (Überführung von Phosphoenolpyruvat (PEP) in Pyruvat) mit einer endergonen Reaktion (ATP-Synthese aus ADP) ergibt eine exergone Reaktion, die zur Bereitstellung von Energie eingesetzt werden kann.

Unter physiologischen Bedingungen beeinflussen die aktuellen Konzentrationen den ΔG0′-Wert. Daraus ergeben sich Abweichungen, wie am Beispiel der Hydrolyse von ATP bzw. Mg-ATP gezeigt (vgl. Tabelle).